# عدالت شدید
عدالت شدید (به انگلیسی: Extreme Justice) یک فیلم سینمایی آمریکایی در ژانر اکشن - تریلر محصول سال ۱۹۹۳ به کارگردانی مارک ال. لستر و با بازی لو دایموند فیلیپس، اسکات گلن و چلسی فیلد است. این فیلم در ابتدا قرار بود در آوریل ۱۹۹۳ به‌طور سینمایی اکران منتشر شود اما کمپانی تریمارک پیکچرز به دلیل شورش‌های ۱۹۹۲ لس‌آنجلس اکران خود را لغو کرد و این فیلم را در تاریخ ۲۶ ژوئن ۱۹۹۳ به عنوان یک نمایش جهانی در HBO از هوا پخش شد.